# OSSA
OSSA, acronimo di Orpheo Sincronics Sociedad Anonima, era un'azienda spagnola famosa per la produzione di motociclette.
Il simbolo della casa motociclistica era un quadrifoglio verde.

## Storia

### Il cinema e gli hobby del giovane fondatore
La OSSA nasce negli anni venti come azienda produttrice di un particolare dispositivo brevettato per dare ai film, in quel tempo ancora muti, pure l'audio, accoppiando questo particolare congegno ai proiettori.
Il suo fondatore, Manuel Giro era un ex ufficiale della marina mercantile ed appassionato di gare di velocità sull'acqua, dove riuscì a siglare anche alcuni record, dopodiché, quando l'attrazione delle corse sull'acqua per lui venne meno, si dedicò alle corse su strada.
Acquistò quindi una Norton 500 con la quale corse delle gare in Europa. Tuttavia la moto non era affatto facile da controllare, tanto che erano più le gare in cui finiva per terra che quelle che concludeva. Per questo motivo cambiò e passò ad una BMW, ma purtroppo il suo motore si rivelò troppo poco potente e quindi lo sostituì con un 6 cilindri 1000 di sua creazione che derivava dalle barche.
La creazione di Giro si rivelò un vero portento in rettilineo, molto meno in curva, tanto che la prima volta che cercò di farla curvare quasi restò ucciso.
Dopo ciò si dedicò alle gare di sidecar.

### L'inizio della produzione di motocicli
Col passare degli anni dedicò sempre più tempo alla progettazione di un motore. Ne derivò un prototipo di 125 cm³ che fu uno dei suoi più grandi successi ma fu anche una beffa, infatti vendette il progetto alla futura rivale Montesa che ne farà un successo.
La guerra civile spagnola e la seconda guerra mondiale non riuscirono a cancellare la OSSA anche se misero in ginocchio l'economia spagnola e del resto del pianeta.
Da qui nacque la prima vera OSSA, dall'intenzione di creare una moto per le "masse" che rispondesse alla richiesta di un "trasporto economico", infatti nel 1949 venne presentato il primo modello: un 125 3 marce che raggiungeva la ragguardevole velocità di 75 chilometri orari. In pochi anni ne furono venduti 14000 esemplari.
A questo modello ne seguirono altri, come un ciclomotore di 50 cm³ che percorreva 80 km con un litro di benzina.

### Eduardo Giro porta al successo la OSSA
Nell'amministrazione dell'azienda entrò anche Eduardo Giro, figlio di Manuel, che era stato un vero e proprio "bambino prodigio": si racconta infatti che progettò il suo primo motore a dodici anni e a quindici ne progettò e costruì uno per aerei in grado di raggiungere i 15000 giri al minuto.
Il giovane Eduardo capì subito che per far sopravvivere la piccola azienda di famiglia bisognava guardare oltre il mercato spagnolo.

### Le gare e l'apogeo

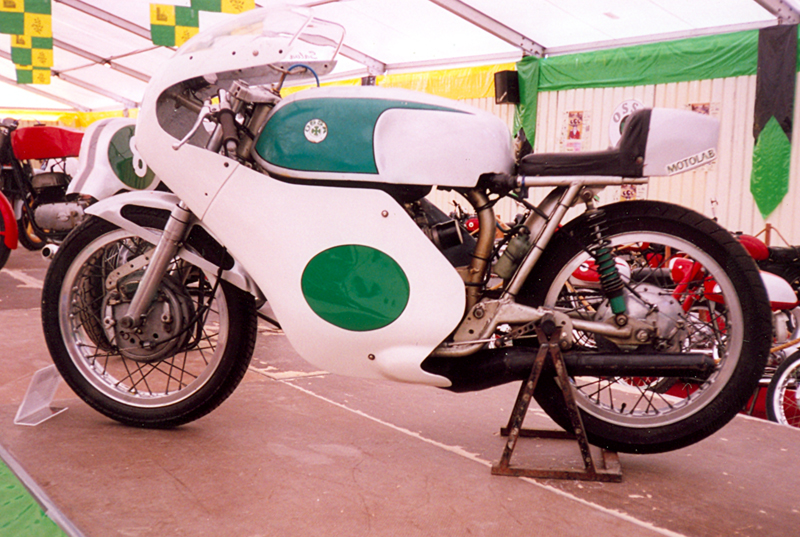
Ossa 250 da GP degli anni '60

Nel 1965 presentò alla linea di partenza della "24 ore di Barcellona" due prototipi di motociclette con motore di 175 cm³.
Queste, abbassate al grado di perdenti, venivano date per spacciate ed impotenti contro le motociclette dei 2 colossi spagnoli Bultaco e Montesa.
Con un risultato che fece scalpore tra il pubblico e gli appassionati di moto di tutto il mondo, come in Davide e Golia, si ripeté la "bella favola" del piccoletto che batte il gigante, le due OSSA salirono sui 2 gradini più alti del podio, doppiando addirittura 25 volte la Montesa 3ª classificata.
La OSSA cominciò a dedicarsi al mondo delle corse iniziando la produzione di moto da cross, enduro e trial oltre a quelle da velocità.
I risultati non tardarono a giungere: vittoria nella gara del campionato nazionale spagnolo abbinata al GP di Spagna 1966, 1º e 2º posto nel 1967 alla "24 ore di Barcellona" gareggiando nella classe 250, 4º posto nella classifica costruttori del motomondiale nel 1968, vittoria in 3 gran premi nel motomondiale 1969.
La OSSA forse raggiunse il suo apogeo di splendore negli anni 1971 e 1972, vincendo quello che all'epoca aveva la denominazione di campionato europeo ma era la competizione più importante a livello mondiale del trial, e il cui nome verrà cambiato in "Campionato del mondo" nel 1975, con Mick "il mago" Andrews, battendo proprio Bultaco e Montesa.

### Il declino e la fine
Il ritorno alla democrazia in Spagna in seguito alla morte del "Caudillo" Francisco Franco segnò, ironicamente, l'inizio del declino per la OSSA.
Infatti, col ritorno del regime democratico, si aprì una stagione di grandi agitazioni sindacali tanto che, due anni dopo, la proprietà fu costretta ad assecondare le richieste dei 460 scioperanti, praticamente la quasi totalità della forza lavoro OSSA, per poter proseguire la produzione.
Il declino fu molto rapido e pesante, i crescenti costi, la sempre più profonda crisi del mercato del motociclo che tra l'altro investì e portò al fallimento pure Montesa e Bultaco, e la crescita di concorrenza relegarono la OSSA, solamente pochi anni prima ai vertici del motociclismo per vendite, innovazione e vittorie, in una posizione marginale.
L'ultima moto prodotta dalla OSSA, alla quale erano affidate le speranze di mercato per gli anni ottanta, fu la "Trial 303 Roja" che venne presentata al 48º Salone di Milano del 1983, insieme al prototipo "Domino", sempre da trial.
Nel 1984 la OSSA cambiò nome in OSSAmoto e passò nelle mani di una cooperativa, segnando la fine di 60 anni di proprietà della famiglia Giro e portando alla fine di questo glorioso marchio.

### La ripresentazione del marchio
Venticinque anni più tardi, al 67º Salone di Milano del 2009, il marchio è tornato a far bella mostra sulla motocicletta "OSSA TR 280i", dopo essere stato rilevato dal finanziere spagnolo Jordi Cuxart, che ha ripreso l'attività fondando a Gerona la OSSA Factory.
Al termine del 2011 viene presentato il prototipo da 250 cm³ di una moto da enduro, la OSSA Enduro (entrata in listino prevista nel 2017), mentre il listino moto viene arricchito dalla OSSA Explorer, un modello sviluppato sulla base delle moto Racing con l'aggiunta di un telaietto in tubi imbullonato al telaio a traliccio per ricavare la sella e serbatoio maggiorato, entrambe con soluzioni analoghe a quella della precedente ossa TR280i.
Nel gennaio del 2014 la Ossa e la Gas Gas si sono unite, in modo da abbattere i costi di gestione, pur rimanendo due marchi distinti. Nel 2016, a causa dei problemi economici che hanno travolto Gas Gas, la produzione di Ossa Motor è stata sospesa in quanto alcune aree destinate all'assemblaggio delle Ossa erano condivise con il partner spagnolo.

## Palmarès
- 1971 Mick Andrews - Campionato europeo di trial (poi rinominato mondiale)
- 1972 Mick Andrews - Campionato europeo di trial

## Motociclette famose o significative prodotte
- Fuelles 125 [1951-1953]

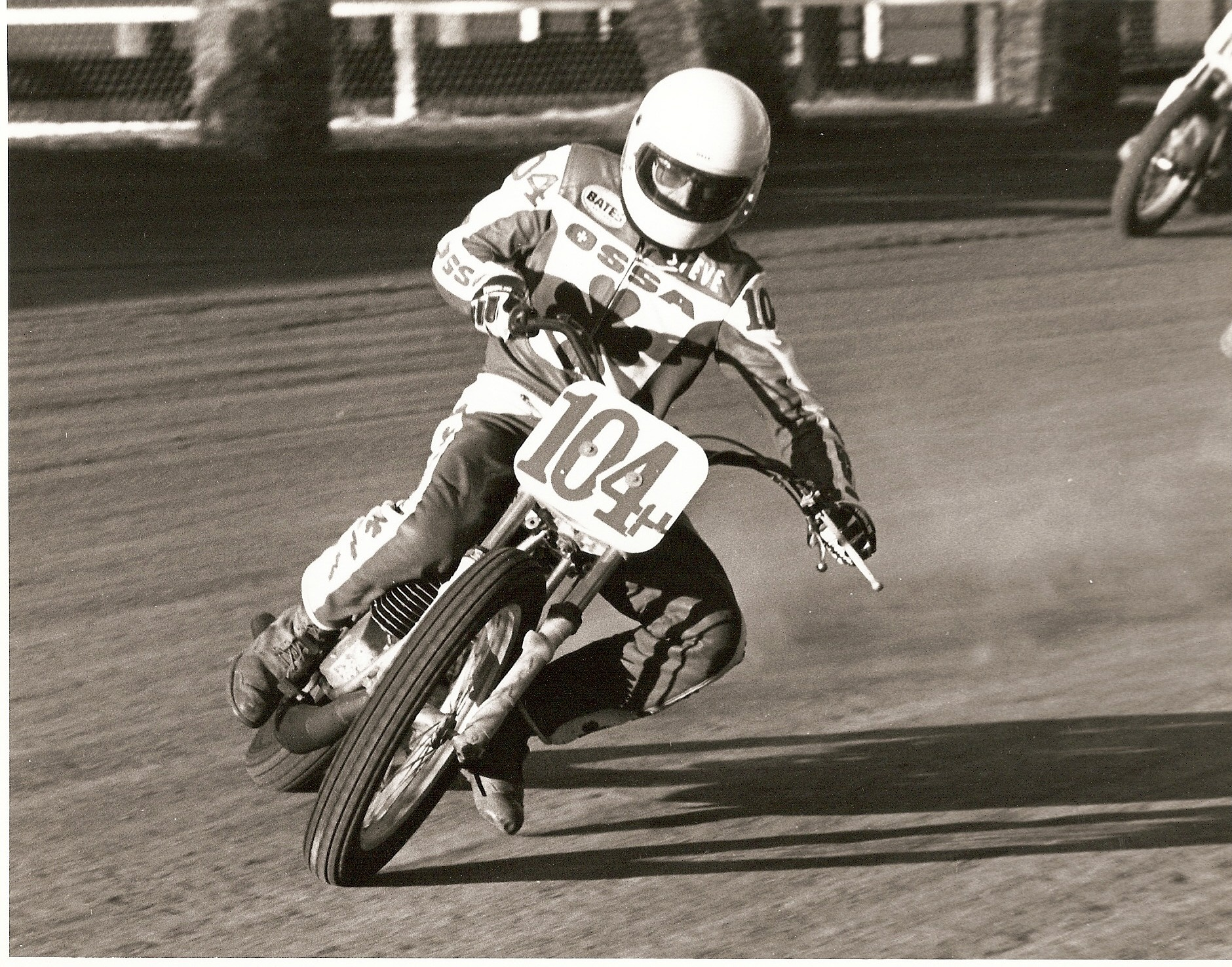
Steve Butler in azione con una OSSA da dirt track nel 1989

- Palillos 125 (A/B/C/C2) [1953-1963]
- Motopedal 50 (A/B/C/D) [1953-1966]
- Enduro 250 E-73 [1973]
- Trial MAR (Mick Andrews Replica) 250 [1971-1973]
- Trial MAR (Mick Andrews Replica) 250/73 [1973-1977]
- Trial MAR (Mick Andrews Replica) 350 [1975-1976]
- Trial MAR (Mick Andrews Replica) 350/76 [1976-1977]
- Trial 350/77 [1977-1979]
- Trial 250/77 [1977-1979]
- Trial 350/80 [1980-1983]
- Trial 250/80 [1981-1983]
- Trial 303 [1983-1984]